# Perm Airlines
Perm Airlines (En ruso: Пермские авиалинии) fue una aerolínea basada en Perm, Rusia. Ofrecía servicios regulares domésticos e internacionales de transporte de pasajeros y carga, así como también vuelos chárter dentro de Rusia y la CEI. Su aeropuerto principal era el Aeropuerto Internacional de Perm-Bolshoye Savino

## Historia
La aerolínea se fundó en 1968 como la división de Aeroflot para el Krai de Perm, ese mismo año inició operaciones. A lo largo de su historia, las rutas más exitosas de la aerolínea fueron las que tienen como destino los aeropuertos de: Moscú-Domodedovo y Moscú-Sheremetyevo. También ofrecía vuelos regulares hacia Ekaterimburgo, Surgut, Bakú, Novosibirsk y San Petersburgo. También ofrecía vuelos chárter, los destinos más populares para estos vuelos eran Sochi, Dubái y Simferopol. Como resultado de un acuerdo entre Perm Airlines y Sibir Airlines (Hoy S7 Airlines), Perm Airlines cedió todas sus rutas comerciales a S7. Perm Airlines dejó de existir oficialmente el 16 de mayo de 2009.

## Flota
- 1 Antonov An-24

- 2 Antonov An-26

- 3 Mil Mi-8

- 4 Tupolev Tu-134A

- 2 Tupolev Tu-154B2

- 1 Tupolev Tu-154M

- 1 Yakovlev Yak-40

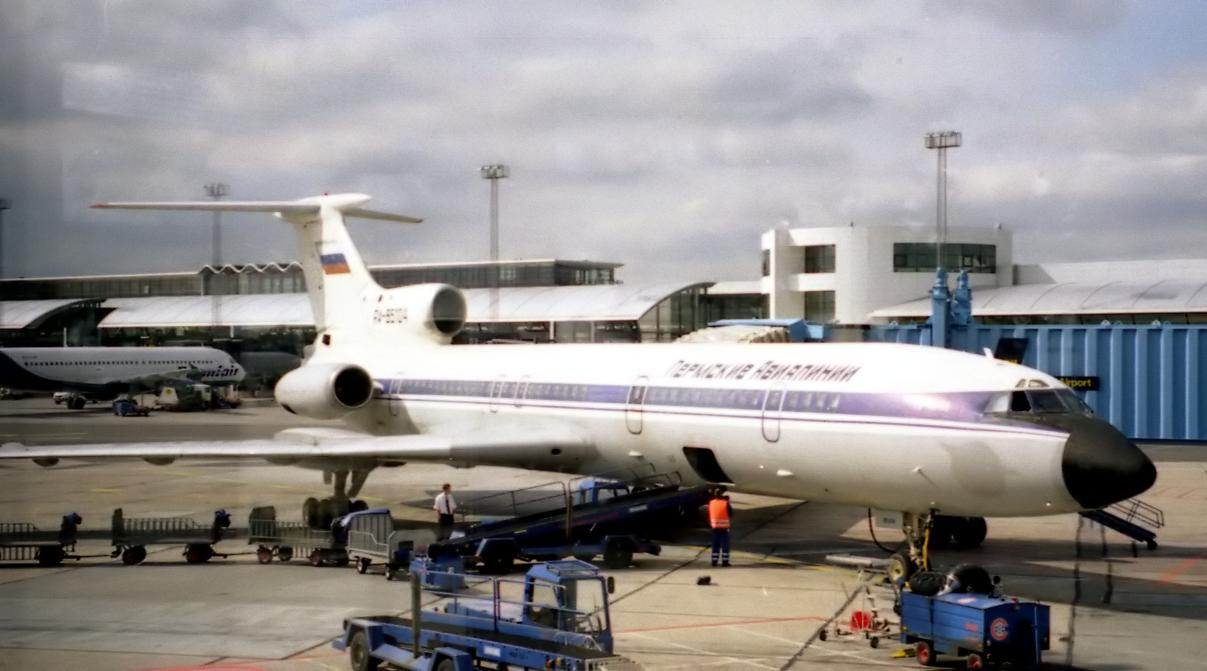
Tu-154M de la aerolínea en Copenhague. 1998

Todos los Tu-154 fueron arrendados por S7 Airlines en 2006, estos siguieron operando con dicha aerolínea hasta la desaparición de Perm Airlines, pero siguieron portando el esquema de colores de PAL hasta que fueron retirados varios meses después.

### Flota histórica
- Polikarpov Po-2

- Ilyushin Il-18

- Tupolev Tu-204

- Tupolev Tu-154A

## Accidentes e incidentes
- En octubre de 2007, un muchacho de 15 años se escondió en el tren de aterrizaje de un Tu-154 durante un vuelo entre Perm y Moscú. El chico llegó vivo a Moscú, pero debido a las bajas temperaturas le tuvieron que ser amputados varios dedos. Un técnico de la aerolínea fue a juicio ya que no revisó correctamente el avión antes del despegue.